# Вузькоголови
Вузькоголови (Stenocephalidae) — невелика родина клопів (Heteroptera). Включає 30 видів в єдиному роді Dicranocephalus.

## Поширення
Найбільш численні вони в тропічній і субтропічній зонах Старого Світу. У Палеарктиці є 18 видів. У Європі представлена сімома видами. В Австралії зареєстровано лише D. aroonanus. Крім того, окремі палеарктичні види були інтродуковані в Західну півкулю: Галапагос, Мексику та Еквадор.

## Опис
Клопи мають довгасте тіло, середнього розміру, з коричневим або жовтувато-коричневим забарвленням. Голова має вусики і рострум з 4 сегментів і забезпечена простими очима. На грудях видно трапецієподібну переднеспинку. Напівпокриви мають мембрану з двома базальними клітинами, великою і малою, від яких відходять численні поздовжні ребра.

## Спосіб життя
Ці комахи є фітофагами, які висмоктують соки рослин і живуть ними. Більшість видів живляться молочайними. Поліфагізм був виявлений у кількох видів; вони живляться представниками родин барбарисових, кипарисових, соснових і вересових. Деякі Stenocephalidae є переносниками найпростіших роду Phytomonas , що мешкають у рослинному соку молочаїв. Самиці відкладають яйця на поверхні пагонів. Зимівля європейських видів відбувається, зокрема під камінням.

## Види
- Dicranocephalus agilis (Scopoli, 1763)
- Dicranocephalus albipes (Fabricius, 1781)
- Dicranocephalus alticolus (Zheng, 1981)
- Dicranocephalus aroonanus Brailovsky, Barrera, Göllner-Scheiding & Cassis, 2001
- Dicranocephalus brevinotum (Lindberg, 1935)
- Dicranocephalus caffer (Dallas, 1852)
- Dicranocephalus femoralis (Reuter, 1888)
- Dicranocephalus ferganensis (Horváth, 1887)
- Dicranocephalus ganziensis Ren, 1990
- Dicranocephalus haoussa (Villiers, 1950)
- Dicranocephalus hirsutus Moulet, 1993
- Dicranocephalus insularis (Dallas, 1852)
- Dicranocephalus kashmiriensis Lansbury, 1966
- Dicranocephalus lateralis (Signoret, 1879)
- Dicranocephalus lautipes (Stål, 1860)
- Dicranocephalus marginatus (Ferrari, 1874)
- Dicranocephalus marginicollis (Puton, 1881)
- Dicranocephalus medius (Mulsant & Rey, 1870)
- Dicranocephalus mucronifer (Stål, 1860)
- Dicranocephalus pallidus (Signoret, 1879)
- Dicranocephalus panelii Lindberg, 1959
- Dicranocephalus pilosus (Bergroth, 1912)
- Dicranocephalus prolixus Lansbury, 1965
- Dicranocephalus pseudotestaceus Lansbury, 1966
- Dicranocephalus punctarius (Stål, 1866)
- Dicranocephalus punctipes (Stål, 1873)
- Dicranocephalus putoni (Horváth, 1897)
- Dicranocephalus schmitzi Göllner-Scheiding, 1996
- Dicranocephalus setulosus (Ferrari, 1874)
- Dicranocephalus testaceus (Stål, 1860)